# Итальянско-монгольские отношения
Итальянско-монгольские отношения — двусторонние дипломатические отношения между Италией и Монголией, установленные 29 июня 1970 года. В 2010 году двусторонний товарооборот составил 54,9 млн долларов.

## История
Дипломатические отношения между Италией и Монголией были установлены 29 июня 1970 года. Тем не менее в Монголии итальянского посольства длительное время не было — по состоянию на 2015 год в Монголии не действовало итальянское посольство.

## Экономические отношения
В 2005 году двусторонний товарооборот между Италией и Монголией составил 28,3 млн долларов. В 2010 году двусторонний товарооборот между Италией и Монголией составил 54,9 млн долларов. В 2005 году монгольский экспорт в Италию составил 24,8 млн долларов. В 2010 году экспорт Монголии в Италию составил 31,8 млн долларов. В 2005 году импорт Монголии из Италии составил 3,4 млн долларов. В 2010 году импорт Монголии из Италии составил 23,1 млн долларов. В 2020 году Италия поставила в Монголию продукты питания, одежду, медицинское оборудование и строительные материалы, а Монголия в 2020 году ввезла в Италию чёсаный кашемир, полупереработанные шкуры и кашемировые изделия.

## Послы Италии в Монголии
По состоянию на 2023 год послом Италии в Монголии была Лаура Ботта.

## Послы Монголии в Италии
По состоянию на 2017 год послом Монголии в Италии был Ц. Жамбалдорж.